# Krum Georgiev
Pour les articles homonymes, voir Georgiev.
Krum Georgiev, en bulgare : Крум Иванов Георгиев, est un joueur d'échecs bulgare, né le 24 mai 1958 à Pazardjik et mort le 31 juillet 2024. Il est grand maître international de 1988 à 2024, année de sa mort.

## Biographie et carrière
Krum Georgiev fut troisième (médaille de bronze) du Championnat d'Europe d'échecs junior 1977-1978 après avoir fini septième du championnat d'Europe 1975-1977. Il finit premier ex æquo (deuxième au départage) du championnat de Bulgarie d'échecs en 1979 et 2003.
Georgiev représenta la Bulgarie lors de six olympiades (en 1980,  1986, 1988, 1990, 1992 et 2000), marquant 29,5 points en 51 parties. Lors de l'olympiade d'échecs de 1986, la Bulgarie finit sixième de la compétition. Lors de l'Olympiade d'échecs de 1980, Krum Georgiev battit Garry Kasparov (ce fut la seule défaite du futur champion du monde en 1980).
Georgiev participa à trois championnats d'Europe par équipe de 1980 à 1989. La Bulgarie finit à chaque fois cinquième ou sixième de la compétition.
Krum Georgiev remporta le tournoi de Thessalonique en 1979 et 2001.